# ديف ديفيدسون
ديف ديفيدسون (بالإنجليزية: Dave Davidson)‏ (4 يونيو 1905 بأبردين في المملكة المتحدة - ) هو مدرب كرة قدم ولاعب كرة قدم بريطاني في مركز الدفاع. لعب مع نادي ليفربول ونادي هارتلبول يونايتد ونيوكاسل يونايتد ونادي غيتزهد وفورفار أثلتيك ‏.

## وصلات خارجية
- ديف ديفيدسون على موقع قاعدة بيانات كرة القدم.إي يو (الإنجليزية)